# 729
729 (DCCXXIX) fue un año común comenzado en jueves del calendario juliano, en vigor en aquella fecha.

## Acontecimientos
- Batalla de Rávena: Tropas bizantinas al mando de Eutiquio, exarca de Rávena, son derrotadas por fuerzas italianas convocadas por el papa Gregorio II, en defensa de la iconoclasia.
- Se forma una alianza entre el duque Odón el Grande y Munuza, gobernante moro de Cerdaña, con el matrimonio de Lampégia, hija ilegítima de Odón.[1]
- El rey Osric de Northumbria nombra a Ceolwulf, un primo lejano y hermano de Coenred, como su sucesor. Tras la muerte de Osric, ese mismo año, Ceolwulf asume el trono.
- Batalla de Baykand: Los árabes omeyas escapan apenas del desastre cuando los Turgesh los sorprenden cortando el avance desde las aguas y los empujan a Bujará, en la Transoxiana.
- Sitio de Kamarja: Una pequeña guarnición árabe defiende la fortaleza de Kamarja contra los Turgesh por 58 días, finalizando con una retirada negociada a Samarcanda.
- Se introducen a Japón los palillos desde China.
- Incidente del Príncipe Nagaya de Japón, donde los cuatro hijos del poderoso cortesano Fujiwara no Fuhito lo acusan de un falso crimen, siendo condenado a suicidarse de manera forzosa. Además su esposa, la Princesa Kibi, y sus hijos fueron asesinados. Antes de morir, advirtió de una maldición contra los conspiradores, en donde los hijos de Fuhito murieron de viruela en 737.

## Nacimientos
- Du Huangchang, canciller de la dinastía Tang.
- Isonokami no Yakatsugu, cortesano y estudioso japonés.
- Li Huaiguang, general de la dinastía Tang.

## Fallecimientos
- 20 de marzo: Príncipe Nagaya, político y príncipe imperial japonés.
- 9 de mayo: Osric, rey de Northumbria.
- Egberto de Ripon, monje anglosajón de Northumbria.
- Shen Quanqi, poeta y oficial chino de la dinastía Tang.